# Гончаренко, Алексей Дмитриевич
Алексей Дмитриевич Гончаренко / Alex Goncharenko (род. 27 июля 1955, Ленинград) — русский художник, монументалист.
Проживает в г. Москва.
Работает в стиле Техно-Пангеометрия (собственный термин) , "Пангеометрия" отсылает к теории параллельных линий Н.И. Лобачевского, приставка "Техно" это конструирование арт объектов, развитие которых предполагает компьютерную стратегию.
Графические работы художника по стилю и манере исполнения продолжают традиции авангарда и одновременно его развивают.
Его работы экспонируются в частных коллекциях и музеях России, Венгрии, Польши, Германии, Австрии, Люксембурга и др.

## Биография

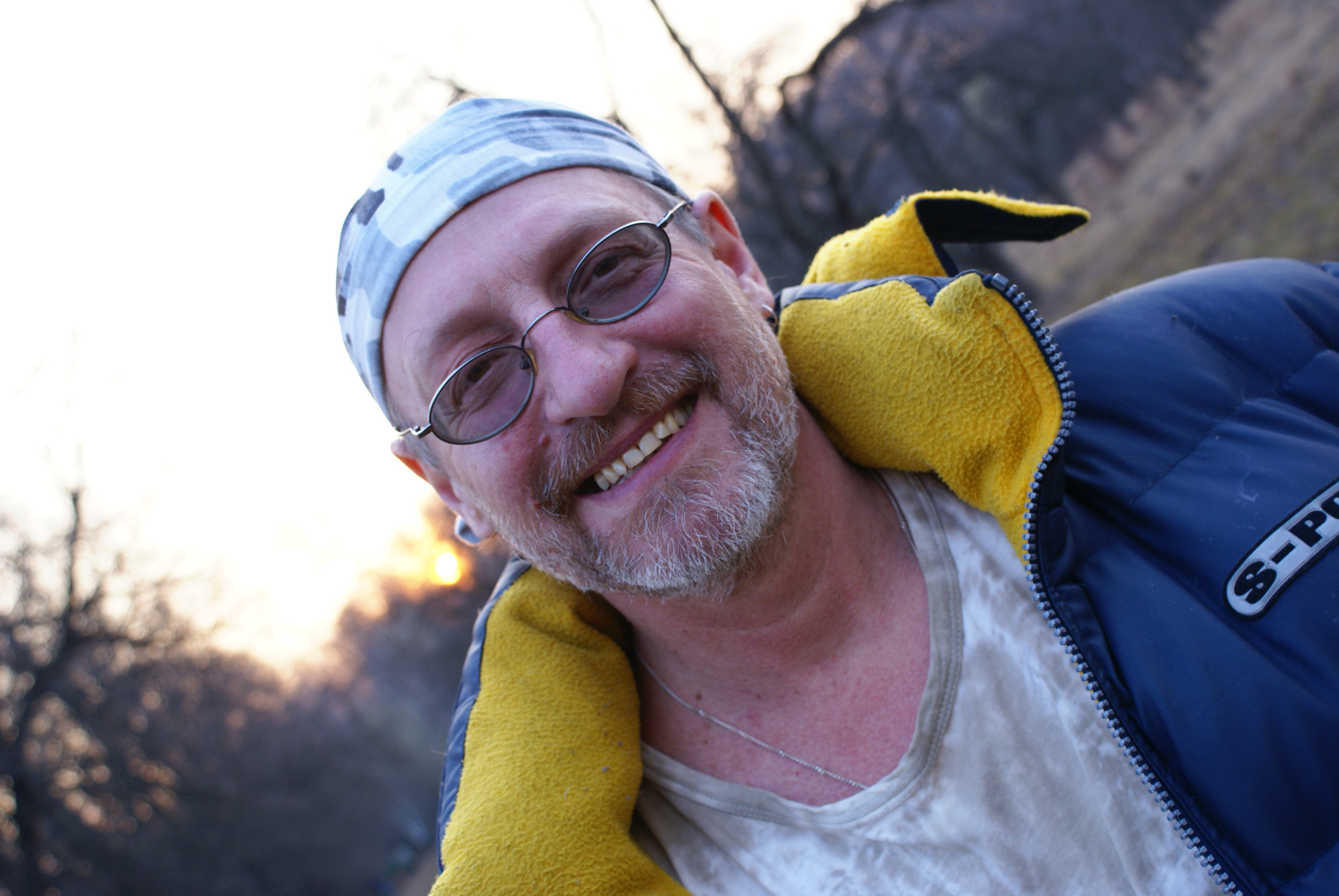

Родился в Ленинграде в семье художника. Отец, Дмитрий Львович Гончаренко (1924—2011), работал в Комбинате декоративно-прикладного искусства Ленинграда, после переезда в Москву — в Комбинате Монументально-декоративного искусства Москвы, участник Великой Отечественной войны. Мать, Татьяна Андреевна Николаева (1927—1962), балерина, филолог по профессии, работала преподавателем иностранных языков в Ленинградском Институте Водного транспорта (умерла, когда Алексею было 7 лет). Мачеха, Элена Давидовна Гончаренко (1942—2014), искусствовед, член Совета кураторов Культурного Центра ДОМ (колыбели столичного андеграунда).
После окончания средней школы получил частное художественное образование.
Профессиональная карьера Гончаренко началась в Комбинате Монументально-декоративного искусства Москвы. В 1975—1994 вместе с Виктором Борисовичем Элькониным (учеником Владимира Андреевича Фаворского и Льва Александровича Бруни), Юрием Яковлевичем Либхабером и отцом, Дмитрием Львовичем Гончаренко. Работал в области проектирования интерьеров и экстерьеров для промышленных и общественных зданий в городах бывшего СССР. Соавтор и автор ряда мозаичных и керамических панно, витражей и других произведений монументально-декоративного искусства  (в т.ч. керамическое панно в вестибюле станции метро Полянка, Москва; мозаичные панно в ресторане гостиницы “Москва”, г. Сочи; мозаика, керамика и росписи в национальном стиле кинотеатра "Таджикистан", Москва и др.). К сожалению многие работы, выполненные за период существования Комбината, были уничтожены из-за вандализма и несоблюдения Закона о защите авторских прав в СССР.
С 1990 по 1999 год Гончаренко создал серию арт-объектов, посвященных русскому авангарду в рамках проекта «le DROIT DE RÊVER» при поддержке мецената и коллекционера искусства Вильгельма Оттена и куратора Виталия Владимировича Пацюкова. Результатом этой работы стали три персональные выставки, проведенные в Европе в 1998-1999 годах. В этом проекте Алексей окончательно сформировался как художник своего стиля, Техно-Пангеометрии.
Член Московского Союза Художников с 1995 г., вступил в Союз Дизайнеров Москвы в 2004 г.
В 1999—2002 г. работал художником-дизайнером на Гжельском экспериментальном керамическом заводе, где разработал 12 авторских серий керамических ваз для составления композиций икебаны, чайный сервиз в стиле русского авангарда, авторские керамические скульптуры.
В 2001—2003 г. в ОАО «Кунцево Батик» разрабатывал дизайн для батика.

## Выставки
- Персон. выставка. Новый авангард: смещение времени.  Всероссийский музей декоративного искусства. 2022. Москва, Россия. Каталог[10]
- Груп. выставка. Число как образ. Саратовский музей имени А.Н. Радищева, 2022, Саратов, Россия [11]
- Персон. выставка. Коллайдер. Новый Авангард. Алекс Гончаренко.  Саратовский музей имени А.Н. Радищева. 2021-2022. Энгельс, Россия[12]. Каталог
- Груп. выставка. "За парад отвечаю я, Вахтангов". Галерея А3, 2021, Москва, Россия[13]
- Первый Международный Салон Искусств ARS TERRA 2021. Даниловский Event Hall, 2021, Москва, Россия[14][15]
- Груп. выставка. Кавказская Ривьера. Баталии за Рай. Всероссийский музей декоративного искусства. 2021. Москва, Россия
- Груп. выставка. Число как образ. Галерея А3, 2021, Москва, Россия
- Груп. выставка. Полёт как мечта. Государственный центральный театральный музей имени А. А. Бахрушина, 2021, Москва, Россия. Каталог[16]
- Груп. выставка. Кавказская Ривьера. Баталии за Рай. Сочинский художественный музей им. Д.Д.Жилинского. 2021. Сочи, Россия. Каталог[17]
- Груп. выставка. ПРОИЗВЕДЕНИЕ ИСКУССТВА как художественный объект. Визуальная поэзия Дмитрия Александровича Пригова. Галерея “На Каширке”. 2020. Москва, Россия [18]
- Груп. выставка. Новая реальность. К 100-летию УНОВИС. Новая Третьяковка. 2020. Москва, Россия [19]
- Груп. выставка. Одна на всех. Северо-Кавказский филиал Государственного музея изобразительных искусств имени Пушкина. 2020. Владикавказ, Россия [20]
- Груп. выставка. УНОВИС. XXI век. 100 плакатов UNOVIS100. Международный конкурс плакатов. ВЦСИ (Витебский Центр Современного Искусства)[21]. 2020. Витебск, Беларусь. Диплом
- Груп. выставка. О Лени. АРТПЛЕЙ Центр, 23 декабря 2019 – 18 сентября 2020. Москва, Россия
- Групп. выставка. HARD XX. 20 век на тарелке. Музей современной истории России[22].  2020. Москва, Россия [23]
- Груп. выставка. Гео-метрия в культуре XX–XXI веков. К столетию Баухауса. ГЦСИ, 24 октября 2019 – 26 января 2020. Москва, Россия[24]
- Груп. выставка. Мир театра. Галерея "Беляево". 5 декабря 2019 – 12 января 2020.  Москва, Россия
- Груп. выставка. Салон Kassák “Год памяти великого венгерского поэта Ади Эндре”. Галерея Современного Искусства Восточной Европы и Международный парк скульптур. 2019. Олашлиска, Венгрия
- Груп. выставка. Международный симпозиум современного искусства. Галерея Современного Искусства Восточной Европы и Международный парк скульптур. 2019. Олашлиска, Венгрия
- Груп. выставка. Диалог с Леонардо. Галерея А3. 2019. Москва, Россия[25]
- Груп. выставка. Архитектура. Время и география.  Саратовский музей имени А.Н. Радищева. 2019. Москва, Россия[12]. Каталог
- Груп. выставка. International - Constructive - Konkret. Mansfeld Péter Галерея. 2019. Будапешт. Венгрия[26]
- Груп. выставка. Архитектура. Время и география. Галерея “На Каширке”. 2018. Москва, Россия[27]. Каталог
- Груп. выставка. Театр Стравинского. Перфоманс. ГВЗ “Ковчег”. 2018. Москва, Россия[28]
- Груп. выставка. МЕДИА захват. ГВЗ «Ковчег», 2018, Москва, Россия[29]
- Груп. выставка. Живопись словами / Между текстом и образом. Галерея "Беляево", 2018, Москва, Россия[30]
- Совместная выставка художника Алекса Гончаренко (@AlexGoncharenkoArt) и скульптора István Ezsiás[31]. Художественно-промышленная Галерея Университета Обуды им. Доната Банки (Donát Bánki — Art Industrial), 2018, Будапешт, Венгрия[32]
- Груп. выставка. Международный фестиваль искусства, окружающей среды и науки ARS Hortus. Ботанический сад МГУ «Аптекарский огород», 2018, Москва, Россия
- Груп. выставка. Парад-100. Государственный центральный театральный музей имени А. А. Бахрушина, 2018, Москва, Россия[33]
- Груп. выставка. Прибытие поезда. Фонд Культуры «Екатерина»[34], 2018, Москва, Россия
- Груп. выставка. ART in process. Российский дом науки и культуры в Берлине (RHWK)[35], 2018, Берлин, Германия
- Груп. выставка. Art-A-Hack, 11-й КИБЕРФЕСТ — Прогноз погоды: цифровая облачность. Бертгольдт Центр, 2018, Санкт-Петербург, Россия
- Груп. выставка. ART IN PROCESS. Рурский университет (RUB)[36], 2018, Бохум, Германия
- Груп. выставка. АВТО портрет. Московский Союз Художников, 2017, Москва, Россия
- Груп. выставка. Магия имён. ГЦСИ, 2017, Москва, Россия
- Груп. выставка. Шёлковый путь. ГЦСИ, 2017, Москва, Россия
- Груп. выставка. Графика монументалистов. Зал Московского Союза Художников, 2016, Москва, Россия
- Груп. выставка. Искусство в процессе развития. Российский дом науки и культуры в Берлине (RHWK)[35], 2016, Берлин, Германия
- Груп. выставка. Фотоконкурс Союза Московских Архитекторов «Золотое сечение 2015». Спецпроект «Москва. Детали». Диплом за 1 место. Москва, Россия
- Груп. выставка. От Зингера к Зингеру. Культурный Центр «Дом», 2013, Москва, Россия
- Груп. выставка. В сторону Малевича. Культурный Центр «Дом», 2012, Москва, Россия
- Благотворительная совместная выставка художника Алексея Гончаренко и Олега Дурова (талантливого ребенка с особенностями развития). Я, стрекоза, земля и небо. Культурный Центр «Дом». Выставка посвящена памяти художника Дмитрия Львовича Гончаренко (1924–2011), 2011, Москва, Россия
- Груп. выставка. Москва-Художники-Москва. К 75-летию Московского союза художников. ЦВЗ «Манеж», 2007, Москва, Россия
- Груп. выставка. Юбилейная выставка, посвященная 50-ю образования секции художников монументально-декоративного искусства. Московский Дом художника, 2004, Москва, Россия
- Груп. выставка. В сторону Малевича. Культурный Центр «Дом», 2003, Москва, Россия
- Груп. выставка. Структура и конструкция. Галерея А3, 2003, Москва, Россия
- Персон. выст. Право на мечту. Галерея Pabst, 1999, Мюнхен, Германия;
- Персон. выст. Право на мечту. Галерея c.art, 1999, Дорнбирн, Австрия
- Персон. выст. Право на мечту. Espace de l’Art Concret, 1999, Муан-Сарту, Франция
- Пан-геометрия. Информационный центр «Культура XX века», 1997, Москва, Россия
- Персон. выст. В поисках нового пространства. Галерея А3, 1994, Москва, Россия
- Персон. выст. Точка и линия. Журнал «Юность», 1987, Москва, Россия
- Персон. выст. Концепция и интуиция. Центральный дом молодежи, 1985, Москва, Россия

Алексей Гончаренко — участник промышленных выставок:
- АРТМЕБЕЛЬ 2004. Конкурс ARFEX, Сокольники (конгрессно-выставочный центр), Москва, Россия. Премия FIDEXPO «Ступень к дизайну XXI века», 2004.
- Интерфлора-2002. ЦВК «Экспоцентр», Москва, Россия
- Мир мебели и интерьеров. FIDEXPO 2001, ВК Гостиный двор, Москва, Россия